# …Y mañana serán hombres (película de 1939)
...Y mañana serán hombres es una película de Argentina en blanco y negro dirigida por Carlos Borcosque según su propio guion escrito en colaboración con Jack Hall basado en el argumento de Eduardo G. Ursini que se estrenó el 25 de octubre de 1939 y que tuvo como protagonistas a Sebastián Chiola, Malisa Zini, Daniel Belluscio y Pablo Palitos. Una nueva versión con el mismo nombre fue realizada en 1979 por Carlos Borcosque (hijo).

## Producción
El doctor Ursini había elaborado el argumento apoyado en documentos públicos y privados sobre la obra humanitaria del doctor José Amatuzzo. El tema de la película estaba basado en hechos reales: 15 años antes Crítica había publicado notas sobre el maltrato que sufrían los menores internados en el reformatorio ubicado en la localidad de Marcos Paz que hizo que Antonio Sagarna, a la sazón Ministro de Justicia e Instrucción Pública del 22 de octubre de 1923 al 12 de octubre de 1928 en la presidencia de Marcelo Torcuato de Alvear, encargara el problema a Jorge Eduardo Coll, un reconocido criminólogo que estaba a cargo del Patronato de Menores, quien a través de José Amatuzzo consiguió transformar el concepto de educación de menores privados de libertad en el reformatorio en un proceso narrado por el filme.
El rodaje comenzó el 14 de agosto de 1939 y finalizó el 8 de octubre de ese año y se realizó en diversos lugares. Comenzó en los Estudios ubicados en la calle Bulnes, prosiguió en los Estudios de San Isidro, donde Raúl Soldi reprodujo algunos sectores del viejo reformatorio de Marcos Paz -luego convertido en el Hogar Escuela Ricardo Gutiérrez y finalizó con las tomas de exteriores realizadas en la misma colonia.

## Sinopsis
El nuevo director de un establecimiento penitenciario va ganando de a poco la confianza de los menores que están allí internados.

## Reparto
- Sebastián Chiola…Sr. Oliva
- Malisa Zini…Ana
- Daniel Belluscio… Luis Molina, "El Garufa"
- Pablo Palitos…Varela
- Oscar Valicelli… Lorenzo Fernández, "El Loro"
- Salvador Lotito…Colito
- Carlos Cores
- Semillita… Juan Luna, "El Pibe Fenómeno"
- Mario Medrano…Chacho
- María Esther Buschiazzo…Doña Mercedes
- José Antonio Paonessa… Primer director del reformatorio
- Percival Murray …Ministro interventor
- Tito Gómez… El Cordobés
- Carlos Thompson… Esteban Rubio
- Ernesto Sigal… El Firulete
- Eduardo Otero
- Armando Bo
- Nathán Pinzón…Periodista
- Alberto de Mendoza
- Rafael Carret
- Armando Durán
- Rodolfo Crespi
- José Herrero
- Anita Lang
- Jorge Luz
- Diego Marcote
- Roberto Jorge Rondinella
- Enrique Santos Discépolo
- Jorge Villoldo … El Tiburón
- Joaquín Petrosino …Guardia
- Alberto Julio Flores Gutiérrez …Extra
- Eduardo Cahe …Extra

## Comentarios
Ulyses Petit de Murat opinó que con este filme Borcosque "se califica como el técnico más capacitado de nuestro ambiente...narra con sostenido impulso vital y recursos de agradable frescura". El crítico Claudio España señaló que fue un filme polémico que

"resultó conmovedor por sus situaciones y por la disposición de ellas dentro de una línea argumental que, en muchos momentos, abandonaba la preocupación por los individuos de la trama, en favor de la exposición del drama colectivo...una interpretación del jovencísimo Carlos Thompson...le abrió una formidable carrera. Sebastián Chiola, con dignidad y sin exagerar demasiado sus amaneramientos teatrales"